# 地蔵院 (浜松市)
地蔵院（じぞういん）は、静岡県浜松市中央区にある臨済宗方広寺派の寺院。

## 歴史
明徳元年（1390年）に元通円密により創建される。元通円密は後醍醐天皇の子、宗良親王と共に遠州に入った公家出身の武家であった。元中2年（1385年）に親王が亡くなると出家し、当地高塚に庵を結んだとされる。
位牌堂に築山御前の腹籠り地蔵は御奉りされている。他に四孝女妙法蓮華経。

明治6年(1873年)6月　敷知郡高塚学校(現在の可美小学校)が創立。
明治14年(1881年)8月　増楽へ移転。